# Srŏk Âk Phnŭm
Srŏk Âk Phnŭm är ett distrikt i Kambodja.   Det ligger i provinsen Battambang, i den västra delen av landet, 240 km nordväst om huvudstaden Phnom Penh. Antalet invånare är 65 408.